# آلبرتو فاسینی
آلبرتو فاسینی (ایتالیایی: Alberto Fassini؛ ۸ آوریل ۱۸۷۵ – ۸ اکتبر ۱۹۴۲) کارآفرین، سیاستمدار، تهیه‌کننده فیلم، فیلم‌نامه‌نویس و سرمایه‌دار اهل پادشاهی ایتالیا بود. او یک کارخانهٔ بزرگ الیاف مصنوعی و پارچه داشت و ارتباط نزدیکی نیز با حکومت بنیتو موسولینی داشت. «کاخ تیتونی» که موسولینی از سال ۱۹۲۳ تا ۱۹۲۹ در آن سکونت داشت، متعلق به او بود.
از فیلم‌هایی که وی در آن‌ها نقش داشته است، می‌توان به راپسودی شیطانی اشاره نمود.